# Jan Strinnholm
Jan Strinnholm, född 17 april 1936 i Stockholm, död 29 juli 2014, var en svensk jazzpianist.

## Biografi
Strinnholm föddes i Stockholm men flyttade som ettåring till Grilloms by ett par mil från Sollefteå i Ångermanland. Han tog under skoltiden i Sollefteå och Härnösand lektioner i klassiskt pianospel. Intresset för jazz kom i tonåren, tidiga inspirationskällor var bland andra Charlie Norman och Bengt Hallberg.
Strinnholm bosatte sig som vuxen i Uppsala och doktorerade 1974 i kulturgeografi på en avhandling om flygfraktens betydelse i Sveriges utrikeshandel. Han arbetade sedan som gymnasielärare parallellt med karriären som musiker. Han framträdde ofta som solopianist men spelade också med en många kända jazzmusiker, bland dessa kan nämnas Red Mitchell, Georg Riedel och Jan Allan. Under många år var Strinnholm också medlem i Fyris Jazzband.

## Diskografi i urval
- 1977 – Höstsommar med Jan Strinnholm och Mette Rongved (Coop)
- 1980 – Hör min sång med Jan Strinnholm och Mette Rongved (Bellatrix)
- 1980 – Temptations of Freedom med Jan Strinnholm och Jan Allan (J.A.M. Produktion)
- 1981 – Gryning (Coop)
- 1983 – Itinerancy (Coop)
- 1986 – Bluesette med Jan Strinnholm och Dick Gyllander (PHM-Records)
- 1987 – Why Do You Play So Long? (Dragon)
- 1995 – 95 (SITTEL)
- 1996 – Allan* & Strinnholm* - (Jan)²  med Jan Strinnholm och Jan Allan (J.A.M. Produktion)
- 1998 – The Idea of Flying (SITTEL)
- 2001 – Outlook  med Jan Strinnholm och Jan Allan (SITTEL)
- 2005 – The Idea of Sailing  med Jan Strinnholm och Jan Allan (J.A.M. Produktion)
- 2016 – Remembering (J.A.M. Produktion) [5]

## Priser och utmärkelser
- 1994 – Guldkatten